# A specialista epizódjainak listája
Ez a szócikk A specialista című sorozat epizódjait sorolja fel.

## Évados áttekintés
| Évad | Évad | Részek száma | Részek száma | Eredeti sugárzás    | Eredeti sugárzás     | Eredeti adó | Magyar sugárzás     | Magyar sugárzás     | Magyar adó |
| Évad | Évad | Részek száma | Részek száma | Évadbemutató        | Évadzáró             | Eredeti adó | Évadbemutató        | Évadzáró            | Magyar adó |
| ---- | ---- | ------------ | ------------ | ------------------- | -------------------- | ----------- | ------------------- | ------------------- | ---------- |
|      | 1.   | 8            | 8            | 2013. november 11.  | 2013. november 14.   | ICTV        | 2018. április 16.   | 2018. június 18.    | Cool TV    |
|      | 2.   | 8            | 8            | 2016. augusztus 22. | 2016. szeptember 12. | ICTV        | 2018. június 25.    | 2018. augusztus 13. | Cool TV    |
|      | 3.   | 8            | 8            | 2017. október 2.    | 2017. október 2.     | ICTV        | 2018. augusztus 27. | 2018. október 15.   | Cool TV    |
|      | 4.   | 8            | 8            | 2019. december 16.  | 2019. december 19.   | ICTV        | 2020. október 1.    | 2020. november 29.  | Cool TV    |

## Epizódok

### Első évad (2013)
| Sor. | Év. | Cím                               | Rendező           | Író               | Premier                              | Gyártási szám |
| ---- | --- | --------------------------------- | ----------------- | ----------------- | ------------------------------------ | ------------- |
| 1.   | 1.  | A pénz nyomában (Episode #1.1)    | Artyom Litvinenko | Andrey Babik      | 2013. november 11. 2018. április 16. | 101           |
| 2.   | 2.  | Az orvlövész (Episode #1.2)       | Artyom Litvinenko | Artyom Litvinenko | 2013. november 11. 2018. április 23. | 102           |
| 3.   | 3.  | Ártatlanul vádolva (Episode #1.3) | Artyom Litvinenko | Artyom Litvinenko | 2013. november 12. 2018. május 7.    | 103           |
| 4.   | 4.  | Cserebere (Episode #1.4)          | Artyom Litvinenko | Artyom Litvinenko | 2013. november 12. 2018. május 14.   | 104           |
| 5.   | 5.  | Hidegvérrel (Episode #1.5)        | Artyom Litvinenko | Artyom Litvinenko | 2013. november 13. 2018. május 28.   | 105           |
| 6.   | 6.  | Gyerekrablás (Episode #1.6)       | Artyom Litvinenko | Artyom Litvinenko | 2013. november 13. 2018. június 4.   | 106           |
| 7.   | 7.  | Régi tartozás (Episode #1.7)      | Artyom Litvinenko | Artyom Litvinenko | 2013. november 14. 2018. június 11.  | 107           |
| 8.   | 8.  | Mentsd meg a nőt! (Episode #1.8)  | Artyom Litvinenko | Artyom Litvinenko | 2013. november 14. 2018. június 18.  | 108           |

### Második évad (2016)
| Sor. | Év. | Cím                                        | Rendező           | Író               | Premier                                  | Gyártási szám |
| ---- | --- | ------------------------------------------ | ----------------- | ----------------- | ---------------------------------------- | ------------- |
| 16.  | 1.  | Rejtélyes ügy (Episode #2.1)               | Artyom Litvinenko | Artyom Litvinenko | 2016. augusztus 22. 2018. június 25.     | 201           |
| 17.  | 2.  | Bolti tolvajok (Episode #2.2)              | Artyom Litvinenko | Artyom Litvinenko | 2016. augusztus 22. 2018. július 2.      | 202           |
| 18.  | 3.  | Tökéletes bűntény (Episode #2.3)           | Artyom Litvinenko | Artyom Litvinenko | 2016. augusztus 29. 2018. július 9.      | 203           |
| 19.  | 4.  | Kémek (Episode #2.4)                       | Artyom Litvinenko | Artyom Litvinenko | 2016. augusztus 22. 2018. július 16.     | 204           |
| 20.  | 5.  | Az alibi (Episode #2.5)                    | Artyom Litvinenko | Artyom Litvinenko | 2016. szeptember 5. 2018. július 23.     | 205           |
| 21.  | 6.  | Rejtélyes események (Episode #2.6)         | Artyom Litvinenko | Artyom Litvinenko | 2016. szeptember 5. 2018. július 30.     | 206           |
| 22.  | 7.  | A cél szentesíti az eszközt (Episode #2.7) | Artyom Litvinenko | Artyom Litvinenko | 2016. szeptember 12. 2018. augusztus 6.  | 207           |
| 23.  | 8.  | Pengeélen (Episode #2.8)                   | Artyom Litvinenko | Artyom Litvinenko | 2016. szeptember 17. 2018. augusztus 13. | 208           |

### Harmadik évad (2017)
| Sor. | Év. | Cím                                    | Rendező           | Író               | Premier                               | Gyártási szám |
| ---- | --- | -------------------------------------- | ----------------- | ----------------- | ------------------------------------- | ------------- |
| 24.  | 1.  | A hajsza (Episode #3.1)                | Artyom Litvinenko | Artyom Litvinenko | 2017. október 2. 2018. augusztus 27.  | 301           |
| 25.  | 2.  | Észtországi kalandok (Episode #3.2)    | Artyom Litvinenko | Artyom Litvinenko | 2017. október 2. 2018. szeptember 3.  | 302           |
| 26.  | 3.  | Aranypénzek nyomában (Episode #3.3)    | Artyom Litvinenko | Artyom Litvinenko | 2017. október 2. 2018. szeptember 10. | 303           |
| 27.  | 4.  | A valóságshow (Episode #3.4)           | Artyom Litvinenko | Artyom Litvinenko | 2017. október 2. 2018. szeptember 17. | 304           |
| 28.  | 5.  | Színház az egész világ! (Episode #3.5) | Artyom Litvinenko | Artyom Litvinenko | 2017. október 2. 2018. szeptember 24. | 305           |
| 29.  | 6.  | A titokzatos professzor (Episode #3.6) | Artyom Litvinenko | Artyom Litvinenko | 2017. október 2. 2018 október 1.      | 306           |
| 30.  | 7.  | Feltárul a múlt (Episode #3.7)         | Artyom Litvinenko | Artyom Litvinenko | 2017. október 2. 2018 október 8.      | 307           |
| 31.  | 8.  | Végjáték (Episode #3.8)                | Artyom Litvinenko | Artyom Litvinenko | 2017. október 2. 2018. október 15.    | 308           |

### Negyedik évad (2019)
| Sor. | Év. | Cím                                  | Rendező           | Író               | Premier                               | Gyártási szám |
| ---- | --- | ------------------------------------ | ----------------- | ----------------- | ------------------------------------- | ------------- |
| 32.  | 1.  | Akasztják a hóhért (Episode #4.1)    | Artyom Litvinenko | Artyom Litvinenko | 2019. december 16. 2020. október 11.  | 401           |
| 33.  | 2.  | A múmia (Episode #4.2)               | Artyom Litvinenko | Artyom Litvinenko | 2019. december 16. 2020. október 18.  | 402           |
| 34.  | 3.  | Kész cirkusz! (Episode #4.3)         | Artyom Litvinenko | Artyom Litvinenko | 2019. december 17. 2020. október 25.  | 403           |
| 35.  | 4.  | Zöld angyalok (Episode #4.4)         | Artyom Litvinenko | Artyom Litvinenko | 2019. december 17. 2020. november 1.  | 404           |
| 36.  | 5.  | Valaki holtan szereti (Episode #4.5) | Artyom Litvinenko | Artyom Litvinenko | 2019. december 18. 2020. november 8.  | 405           |
| 37.  | 6.  | Pénzt vagy életet! (Episode #4.6)    | Artyom Litvinenko | Artyom Litvinenko | 2019. december 18. 2020. november 15. | 406           |
| 38.  | 7.  | Végzetes szerelem (Episode #4.7)     | Artyom Litvinenko | Artyom Litvinenko | 2019. december 19. 2020. november 22. | 407           |
| 39.  | 8.  | Veszélyes emlékek (Episode #4.8)     | Artyom Litvinenko | Artyom Litvinenko | 2019. december 19. 2020. november 29. | 408           |